# Sangicoccus truncatispinus
Sangicoccus truncatispinus är en insektsart som först beskrevs av Reyne 1961.  Sangicoccus truncatispinus ingår i släktet Sangicoccus och familjen filtsköldlöss. Inga underarter finns listade i Catalogue of Life.